# 장안12시진
《장안12시진》(長安十二時辰, The Longest Day in Chang'an)은 2019년 방송되었던 당나라 시대를 배경으로 한 중국의 드라마이다.